# Josef Spittler
Josef Spittler (* 24. Oktober 1908 in Weigelsdorf; † 22. Februar 1945 in Schweinitz) war ein deutscher römisch-katholischer Geistlicher und Märtyrer.

## Leben
Josef Spittler studierte Theologie in Breslau und gehörte ab 1931 der Studentenverbindung Unitas an. Er wurde am 6. April 1936 in Breslau zum Priester geweiht. Die Stationen seines Wirkens als Kaplan sind nicht bekannt. Als Pfarrer der Gemeinde Schweinitz bei Grünberg in Schlesien (im nordwestlichen Zipfel Niederschlesiens) wurde er am 22. Februar 1945 von Rotarmisten im Garten seines Pfarrhauses erschossen.

## Gedenken
Die Römisch-katholische Kirche in Deutschland hat Josef Spittler als Märtyrer aus der Zeit des Nationalsozialismus in das deutsche Martyrologium des 20. Jahrhunderts aufgenommen.